# 政治派系
政治派系，又称政治派别，是指一群拥有共同政治目标的人，尤其是政党内拥有不同利益或观点的子群体。派系之间的内部冲突可能导致该政党分裂成两个政党。“列马法”选举制度允许选民在选票上标明他们对政党内不同派系的偏好。政治派系可以代表投票集团。政治派系需要较弱的党纪。研究表明，派系在推动其所属政党沿着意识形态谱系发展方面可能起着重要作用。

## 派系的目标
一个政治派系的目标多种多样。通常情况下，它们包括：推进特定政策或施政纲领，防止自己派系的政策被取代或废止，支持某个个体在组织内或更广泛的政治世界获得权力。派系主要支持一个特定的人、团体或一个单一的主要目标，除此之外，他们也可以有一个全面明确的连续政策。无论是哪种方式，一个派系通常都围绕着一个或几个有着鲜明性格的人活动。这些人在派系中起着重要的作用，占有领导地位，这些人的意志或活动一定程度上代表了派系的政策。这种人有着各种各样的称呼，如“首领”“领袖”“一把手”。

## 组织形式
不同的派系常常有不同的组织形式和结构。大多数组织松散的派系并没有一个成员名单，但对于一个组织严密的派系来说，它拥有一个正式的内部结构，一个明确的成员名单，定期召开不同层次的会以，其人员拥有不同的职务，如代表，党鞭，书记，主席等。多数派系依赖于投票决定本派的立场和政策。

## 派系的运转方式
在那些拥有民主结构的派系中，派系的运转十分依赖选举以及赢得足够的选票。选举结果将使派系能够推动它的政策，或是在组织内选出担任某些职务的新成员。
如果一个派系发展到一定的程度，通常都会有一个或多个派系反对它。对立的派系将尝试把自己派系的组织形式和组织纪律建设到与对方匹配的级别上。同时，对立派系也将参与谈判与协商，以保证该派系的活动不会受到损害，并且有机会达成目标或推进政策。
一个派系运转的关键是权力基础的存在。这通常是一些派系能有效控制的办公室，更广泛的部门或派系的分支机构。有时候，权力的基础可能来自外部，以某种方式参与更广泛的政治组织。
权力的基础服务于以下几个关键的功能:
- 它作为一个新的中心招募成员，并且促进成员的同质性，这种同质性是维护派系团结的关键
- 它可以作为派系活动的组织中心
- 它发挥跳板的作用， 促进挑选出来的派系成员工作并且允许他们获得那些会提高他们影响力和效率的能力。

## 派系的影响
派系系统的存在可能对一个政治组织产生严重的负面影响。如果派系斗争变得更加密集和公开，派系可能会遭受非议。更进一步来说，如果斗争十分严重， 可能会导致组织分裂，严重阻碍了其有效性,导致组织的解体或崩溃。
为了避免损害组织，派系运转通常在严格的保密下进行,来使公众监督最小化。然而，这可能会导致不道德行为的扩散。派系之间的斗争可能导致贿选等,通常stack-outs、成员欺诈和其他欺诈行为。如果有人退出一个派系可能引发强烈的个人恩怨，以前的同志可能会去破坏他们的职业生涯。激烈的派系冲突还可以促使个人关注于攻击他们的敌人而不是促进更广泛的合作
尽管如此，派系系统具有的好处常常被忽略。外界常常无法理解更广泛的组织成员为什么参与派系斗争。这种源于自然的观点假设派系关系是冲突和冲突之一，但当事实上，派系之间常常能够开展富有成效的合作。
在任何政治组织中可能有很多固执己见，充满激情的人。派系系统的存在允许将其行为更具有可预测性和稳定性。妥协和派系之间的意见交流使组织得以运行而无需满足许多不同。反复无常，不妥协的人可能被开除。因此，在一定程度上，派系斗争实际上可以促进组织的和谐。
派系也有助于扩大组织的吸引力并使这种吸引力更加的多样化。一个发现组织的目标缺乏吸引力的人可能会被说服支持内部的某一派系来接近自己的目标。就像一个民主政府常因强烈的反对而生机勃勃，所以有很多观点不同的组织可以使其富有生气，让它更有效地执行其角色。一个规模巨大的政治组织要保持观点一致事实上也是不可能的，所以可以说派系仅仅代表组织内部管理存在差异的一种方式。
美国宪法的缔造者对党派斗争提出了明确的警告。麦迪逊、汉密尔顿和华盛顿表示派系将造成分裂,并最终废除政府。这些可以在《联邦党人文集》中找到，特别是麦迪逊写的联邦 10 和 51 。

## 各国政治派系

### 巴西
- 劳工党派系
  - 社会主义民主
- 社会主义和自由党派系

### 中国
- 中国共产党[註 1]
  - 保守派
  - 改革派

### 丹麦
- 团结名单—红绿联盟派系
  - 社会主义工人政治

### 法国
- 法国共产党派系

### 德国
- 左翼党派系

### 意大利
- 重建共产党派系

### 日本
- 自由民主党派阀

### 朝鲜
- 朝鲜劳动党
  - 游击队派
  - 苏联派
  - 延安派
  - 甲山派

### 荷兰
- 社會黨派系
  - 社会主义替代政治
  - 国际社会主义者

### 俄罗斯/苏联
- 俄国社会民主工党派系
- 苏联共产党内的反对派列表

### 瑞典
- 左翼党派系
  - 社会主义政治

### 台湾
- 民主进步党派系列表
- 中国国民党派系

### 土耳其
- 土耳其工人党派系
  - 争取社会主义民主新道路
  - 红色

### 英国
- 保守党相关组织列表（英语：List of organisations associated with the Conservative Party (UK)）
- 工党相关组织列表

### 美国
- 民主党派系
- 共和党派系
- 自由意志党派系